# يشيم أسطى أوغلو
يشيم أسطى أوغلو (بالتركية: Yeşim Ustaoğlu)‏ هيَ مخرجة وَكاتبة سيناريو تُركية، وُلدت في 18 نوفمبر
1960 في شاي قره في تركيا.

## حياتها
وُلدت يشيم في شاي قره في شرق تُركيا، ونشأت في طرابزون على البحر الأسود، وقد درست الهندسة المعمارية في جامعة يلدز التقنية في إسطنبول، ثُم عملت مهندسة معمارية ثُم صحفية وناقدة أفلام.

## أفلامها
| السنة | العنوان العربي     | العنوان الأصلي      | ملاحظات                                                                              |
| ----- | ------------------ | ------------------- | ------------------------------------------------------------------------------------ |
| 1984  | القبض على اللحظة   | Bir Anı Yakalamak   | فيلم قصير                                                                            |
| 1989  | ماغنافانتاجنا      | Magnafantagna       | فيلم قصير                                                                            |
| 1990  | ديو                | Düet                | فيلم قصير                                                                            |
| 1992  | الفندق             | Otel                | فيلم قصير                                                                            |
| 1994  | التتبع             | Iz                  |                                                                                      |
| 1999  | رحلة إلى الشمس     | Güneşe Yolculuk     | فاز بجائزة الملاك الأزرق في برلين                                                    |
| 2003  | في انتظار الغيوم   | Bulutları Beklerken |                                                                                      |
| 2004  | الحياة على أكتافهم | Sırtlarındaki Hayat | فيلم وثائقي قصير                                                                     |
| 2008  | صندوق باندورا      | Pandora'nın Kutusu  | فاز بجائزة شل الذهبي في مهرجان سان سيباستيان السينمائي الدولي                        |
| 2012  | أعراف              | Araf                |                                                                                      |
| 2016  | ضوء الظلام         | Tereddüt            | العديد من الجوائز بما في ذلك جائزة أفضل صورة في مهرجان أنطاليا السينمائي الدولي ال53 |

## روابط خارجية
- الموقع الرسمي.
- يشيم أسطى أوغلو على موقع IMDb (الإنجليزية)
- يشيم أسطى أوغلو على موقع قاعدة بيانات الأفلام العربية
- يشيم أسطى أوغلو على موقع ألو سيني (الفرنسية)
- يشيم أسطى أوغلو على موقع أول موفي (الإنجليزية)
- يشيم أسطى أوغلو على موقع قاعدة بيانات الأفلام السويدية (السويدية)
- يشيم أسطى أوغلو على موقع قاعدة بيانات الفيلم (الإنجليزية)
- يشيم أسطى أوغلو على موقع كينوبويسك (الروسية)